# Pante Krueng
Pante Krueng is een bestuurslaag in het regentschap Pidie van de provincie Atjeh, Indonesië. Pante Krueng telt 211 inwoners (volkstelling 2010).